# Jack Huston
Jack Alexander Huston (Londen, 7 december 1982) is een Brits acteur.
Huston is het meest bekend door de rol van Richard Harrow in de dramaserie Boardwalk Empire en de hoofdrol van Judah Ben-Hur in de actie-dramafilm Ben-Hur uit 2016. Hij komt uit een acteerfamilie waarvan zijn tante Anjelica Huston, oom Danny Huston, grootvader John Huston en overgrootvader Walter Huston eveneens acteurs zijn. Huston maakte in 2004 zijn acteerdebuut met de rol van Flavius in de televisiefilm Spartacus en in 2006 werd hij voor het grote scherm gecast met de rol van Gerard Malanga in de biopic Factory Girl over het leven van fotomodel Edie Sedgwick. In 2013 acteerde hij ook in de biopic Kill Your Darlings met de rol van Jack Kerouac.
Huston heeft sinds 2011 een relatie met het Amerikaanse fotomodel Shannan Click. Samen hebben ze een dochter en zoon.